# Ulysses and the Golden Fleece
Ulysses and the Golden Fleece est un jeu vidéo d’aventure développé par Bob Davis et Ken Williams et publié par Sierra On-Line en 1981 sur Apple II avant d’être porté sur Atari 8-bit, IBM PC et Commodore 64. Le joueur incarne Ulysse et doit recruter un équipage et se procurer un navire et des vivres avant de partir à l’aventure. Au cours de son voyage, il doit surmonter des obstacles et vaincre des ennemis, inspirés de la mythologie grecque. Pour cela, il doit résoudre des énigmes de plus en plus difficiles,.

## Accueil
| Ulysses and the Golden Fleece |      |       |
| Média                         | Pays | Notes |
| Commodore User                | GB   | 3/5   |
| PC Magazine                   | US   | 14/18 |
| Zzap!64                       | GB   | 45 %  |